# Campeonato de Serbia de Ciclismo en Ruta
Los Campeonatos de Serbia de Ciclismo en Ruta fueron creados en el año 2000. 
Debido a los cambios del país entre 2000 y 2002 tuvo el nombre de Campeonatos de Yugoslavia de Ciclismo en Ruta; después, de 2003 a 2006, Campeonatos de Serbia y Montenegro de Ciclismo en Ruta. Finalmente, a partir del 2007, la carrera se centra únicamente en los ciclistas de Serbia.

## Palmarés

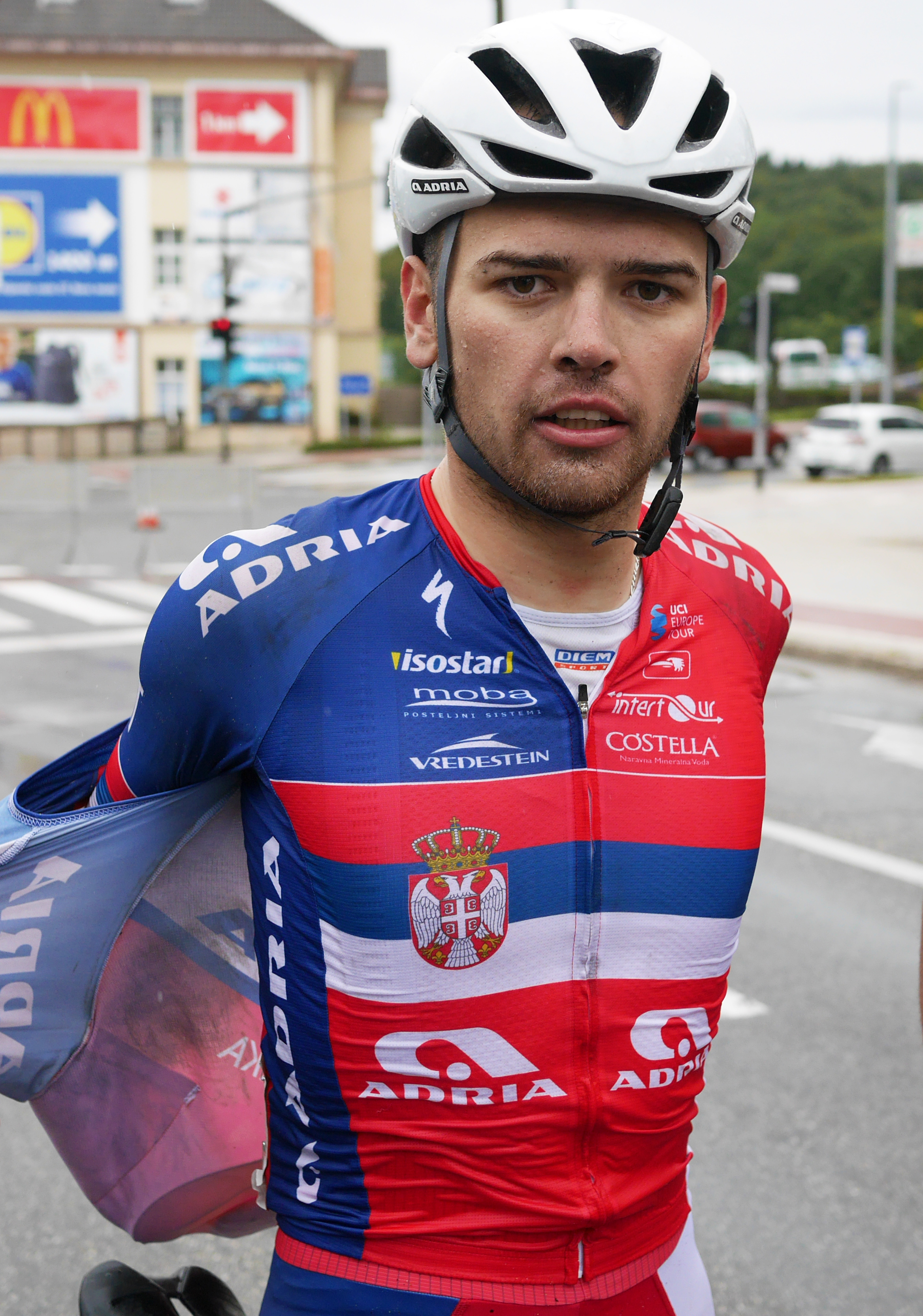
Dušan Rajović con el maillot de campeón

### Campeonato de Yugoslavia / Serbia y Montenegro
| Año  | Campeón              | Segundo              | Tercero           |
| 2000 | Saja Gajicić         | Aleksandar Nikačević | Mikoš Rnjaković   |
| 2001 | Mikoš Rnjaković      | Ivan Stević          | Mico Brković      |
| 2002 | Aleksandar Nikačević | Saja Gajicic         | Ivan Stević       |
| 2003 | Ivan Stević          | Nebojša Jovanović    | Mico Brković      |
| 2004 | Nebojša Jovanović    | Mikoš Rnjaković      | Goran Smelcerović |
| 2005 | Ivan Stević          | Radisa Cubrić        | Predrag Prokić    |
| 2006 | Ivan Stević          | Žolt Der             | Nebojša Jovanović |

### Campeonato de Serbia
| Año  | Campeón             | Segundo              | Tercero            |
| 2007 | Žolt Der            | Dragan Spasić        | Predrag Prokić     |
| 2008 | Predrag Prokić      | Nebojša Jovanović    | Esad Hasanović     |
| 2009 | Ivan Stević         | Esad Hasanović       | Nebojša Jovanović  |
| 2010 | Žolt Der            | Goran Smelcerović    | Dorde Jovanović    |
| 2011 | Žolt Der            | Esad Hasanović       | Nikola Stefanović  |
| 2012 | Nikola Kozomara     | Svetislav Blagojevic | Goran Smelcerović  |
| 2013 | Ivan Stević         | Marko Danilović      | Bojan Djurdjic     |
| 2014 | Miloš Borisavljević | Ivan Stević          | Nebojša Jovanović  |
| 2015 | Ivan Stević         | Miloš Borisavljević  | Gabor Kazsa        |
| 2016 | Nikola Kozomara     | Nebojša Jovanović    | Dejan Marić        |
| 2017 | Dušan Kalaba        | Goran Antonijević    | Milan Dragojević   |
| 2018 | Dušan Rajović       | Marko Danilović      | Dušan Kalaba       |
| 2019 | Dušan Rajović       | Veljko Stojnić       | Marko Danilović    |
| 2020 | Ðorde Ðurić         | Stefan Stefanović    | Vladimir Vulićević |
| 2021 | Dušan Rajović       | Stefan Stefanović    | Veljko Stojnić     |
| 2022 | Dušan Rajović       | Luka Turkulov        | Marko Danilović    |
| 2023 | Dušan Rajović       | Ðorde Ðurić          | Veljko Stojnić     |
| 2024 | Ognjen Ilić         | Jovan Divnić         | Mihajlo Stolić     |
| 2025 | Veljko Stojnić      | Mihajlo Stolić       | Jovan Divnić       |